# Mistrovství světa v plážové házené
Mistrovství světa v plážové házené se poprvé konalo v r. 2004. Organizuje ho Mezinárodní házenkářská federace a turnaje se účastní národní týmy jednotlivých zemí. Mužský i ženský turnaj se hraje zároveň na stejném místě.

## Ženy
| Rok  | Místo                | Zlato      | Stříbro    | Bronz    | 4 místo    |
| ---- | -------------------- | ---------- | ---------- | -------- | ---------- |
| 2004 | Egypt, El Gouna      | Rusko      | Turecko    | Itálie   | Chorvatsko |
| 2006 | Brazílie, Copacabana | Brazílie   | Německo    | Rusko    | Bulharsko  |
| 2008 | Španělsko, Cádiz     | Chorvatsko | Španělsko  | Brazílie | Itálie     |
| 2010 | Turecko, Antalya     | Norsko     | Dánsko     | Brazílie | Ukrajina   |
| 2012 | Omán, Maskat         | Brazílie   | Dánsko     | Norsko   | Maďarsko   |
| 2014 | Maroko               | Brazílie   | Chorvatsko | Katar    | Dánsko     |
| 2016 | Maďarsko, Budapešť   |            |            |          |            |
| 2018 | Soči                 |            |            |          |            |

## Muži
| Rok  | Místo                | Zlato      | Stříbro  | Bronz      | 4 místo    |
| ---- | -------------------- | ---------- | -------- | ---------- | ---------- |
| 2004 | Egypt,El Gouna       | Egypt      | Turecko  | Rusko      | Chorvatsko |
| 2006 | Brazílie, Copacabana | Brazílie   | Turecko  | Španělsko  | Egypt      |
| 2008 | Španělsko, Cádiz     | Chorvatsko | Brazílie | Srbsko     | Egypt      |
| 2010 | Turecko, Antalya     | Brazílie   | Maďarsko | Turecko    | Egypt      |
| 2012 | Omán, Maskat         | Brazílie   | Ukrajina | Chorvatsko | Rusko      |
| 2014 | Maroko               | Brazílie   | Maďarsko | Norsko     | Ukrajina   |
| 2016 | Maďarsko, Budapešť   |            |          |            |            |
| 2018 | Soči                 |            |          |            |            |